# Nantaise des eaux services
Nantaise des Eaux services était une société spécialisée dans les métiers de l'eau, qui gère les services d'eau potable et d'assainissement collectif et non collectif pour le compte des collectivités et des industriels. 
Présente sur tout le territoire français, Nantaise des Eaux Services était un opérateur privé en développement sur le marché des services de l'eau et de l'assainissement avec plus de 160 contrats d'affermage et 800 contrats de prestations de services.
Nantaise des Eaux services était basée à Nantes au 26, rue de la Rainière, et emploie 310 personnes réparties sur toute la France métropolitaine et en Guadeloupe.

## Historique
Elle fut créée en 1991, lors du rachat par la Société Ouest Assainissement France (SOAF), fondée en 1953 par Jean-Joseph Régent, de la TES de Roanne, crée en 1976, société spécialisée dans l'ingénierie du traitement de l'eau, dont notamment la construction de stations de traitement des eaux usées, aussi bien pour les collectivités comprises entre 1 000 et 150 000 habitants, que pour les industries (papeteries, agroalimentaire, textile, pharmacie…). 
Cette fusion s'est traduite par un regroupement géographique à Sainte-Luce-sur-Loire en 1993. Le nom de « Nantaise des Eaux » a été adopté en 1996.
En 2003, les activités ingénierie et services se séparent.
Le groupe allemand Gelsenwasser prend une participation majoritaire dans le capital de la « Nantaise des Eaux services » en juin 2007 ; la totalité du capital est rachetée durant le premier semestre 2009 par ce même actionnaire. Jean-Pierre Ciglia, ancien directeur commercial chez Saur, est nommé président en juin de la même année.
Le 1er juillet 2009, « Nantaise des Eaux services » rejoint la Fédération professionnelle des entreprises de l'eau (FP2E) qui regroupe aujourd'hui la presque totalité des entreprises privées spécialisées dans la gestion des services d'eau et d'assainissement en France.
Au 1er trimestre 2015, le siège de « Nantaise des Eaux services » quitte Sainte-Luce-sur-Loire pour rejoindre Nantes dans le quartier Doulon - Bottière (Parc club du Perray), à moins de 5 km de son ancienne adresse. Ce déménagement symbolise l'ancrage nantais d'une société ayant acquis une envergure nationale et qui avait alors envisagé l'implantation de son siège social dans d'autres régions,.
Le 28 avril 2015, Gelsenwasser cède la totalité des parts de « Nantaise des Eaux services » à Suez Environnement qui devient le nouvel actionnaire unique.
Le 1er juillet 2015, Suez Environnement nomme Didier Demongeot, directeur général adjoint de Lyonnaise des eaux, à la tête de « Nantaise des Eaux Services » et remplace Jean-Pierre Ciglia qui quitte la société. Guillaume Roucher, jusqu'alors directeur général de Marinov (filiale de Lyonnaise des eaux), est nommé directeur général délégué.
Le 30 juin 2018 Suez France (410-034-607) absorbe la Nantaise des Eaux Services, dont l'exploitation était déficitaire, dissoute le même jour.